# Georg Dieterichs
Georg Heinrich Wilhelm Dieterichs (geboren 3. Dezember 1826 in Hameln; gestorben 24. Mai 1903 in Göttingen) war der letzte Finanzminister des Königreichs Hannover bis zur Annexion durch Preußen 1866.

## Leben
Dieterichs war der Sohn eines vor 1845 verstorbenen Hauptmanns. Den Schulabschluss erwarb er am Gymnasium Nr. 1 in Celle. 1845 immatrikulierte er sich als Student der Rechtswissenschaften an der Georg-August-Universität Göttingen. Dort wurde er zunächst im Corps Hanseatia und 1846 beim Corps Hannovera Göttingen aktiv. Zum Wintersemester 1846/1847 wechselte er an die Universität Bonn, wo er noch in das Corps Palatia eintrat.
1856 wurde er Gerichtsassessor in Hannover und 1865 Finanzrat in der hannoverschen Generalpostdirektion.
Spätestens 1862 war der Finanzrat für seine Verdienste ausgezeichnet worden mit
- dem Guelphen-Orden 4. Klasse und dem
- Braunschweigischen Orden Heinrichs des Löwen 3. Klasse.[1]

1866 wurde er in das Kabinett berufen und so für einige Monate bis zur Annexion durch Preußen als Folge der Niederlage in der Schlacht bei Langensalza letzter Finanzminister des Königreichs Hannover.
1867 trat Dieterichs in den preußischen Staatsdienst ein und wurde 1872 Polizeidirektor und Kreishauptmann des Steuerkreises Hoya. Von 1873 bis 1885 war er Amtmann und Kreishauptmann des preußischen Amts bzw. Steuerkreises Göttingen und nach dessen Umwandlung in einen Landkreis von 1885 bis 1900 fünfzehn Jahre lang Landrat des Kreises Göttingen der preußischen Provinz Hannover mit Sitz in Göttingen. 1886 wurde Dieterichs Geheimer Regierungsrat und von 1895 bis zu seiner Pensionierung am 1. November 1900 Kurator der Königlichen Kreiskasse Hildesheim.
Dieterichs war mit Anna von Hennigs verheiratet, die gemeinsame Tochter Eva heiratete den Theologen Otto Karl Albrecht Ritschl.